# Operación militar

Plan de Operación militar.

Una operación militar (también,  operativo militar) es un conjunto coordinado de acciones militares de un ejército. Se describen tres términos diferentes, pero relacionados entre sí: operaciones militares, operaciones como sucesos militares y el nivel operacional de la guerra.

## Historia de los términos

### Origen del término operación
La palabra operar está atestiguada antes del siglo XVI como un verbo tomado del latín operārī 'trabajar, realizar, cuidar, manejar' y del latín opus 'trabajo, labor, ocupación'. El significado médico inicial obedecía a la idea de que el cirujano era un buen artesano.
De este latín operatio (genitivo operationis) con el significado trabajo, desempeño, oficio así como el abstracto operación y un nomen agentis operador, seguido del adjetivo operativo así como los adjetivos de posibilidad (in)operable. Con significados más generales están, por ejemplo, cooperación colaboración y operacionalizar estandarizar.

### Evolución del término operación
Si bien el término se ha utilizado en un contexto médico desde principios del siglo XVI, se encuentra en el sentido de un movimiento intencionado de una unidad militar a partir de finales del siglo XVII.
En un sentido más amplio, el término no se estableció hasta finales del siglo XVIII y principios del XIX. No se encuentra en los escritos de Federico el Grande. Sin embargo, su contemporáneo Henry Lloyd es considerado el creador del término línea de operaciones para las líneas de conexión desde el ejército en el campo hasta sus bases de suministro en la retaguardia. Esto sugiere que ya alrededor de 1780, año en el que se escribió el Tratado sobre los principios generales del arte de la guerra de Lloyd, el concepto de operaciones estaba tan extendido que la derivación de la línea de operaciones se sugirió por sí misma. A finales del siglo XIX, el término aparece en todos los grandes pensadores del arte de la guerra.
Ya en 1806, Erzherzog Karl tituló § 4 de sus Principios del arte superior de la guerra para los generales del ejército austriaco Von dem Operationsplan.
Carl von Clausewitz utiliza los términos base de operaciones y línea de operaciones con más frecuencia en su libro Vom Kriege, escrito en la década de 1820. El capítulo decimoquinto del quinto libro de la segunda parte se titula incluso Base de operaciones.

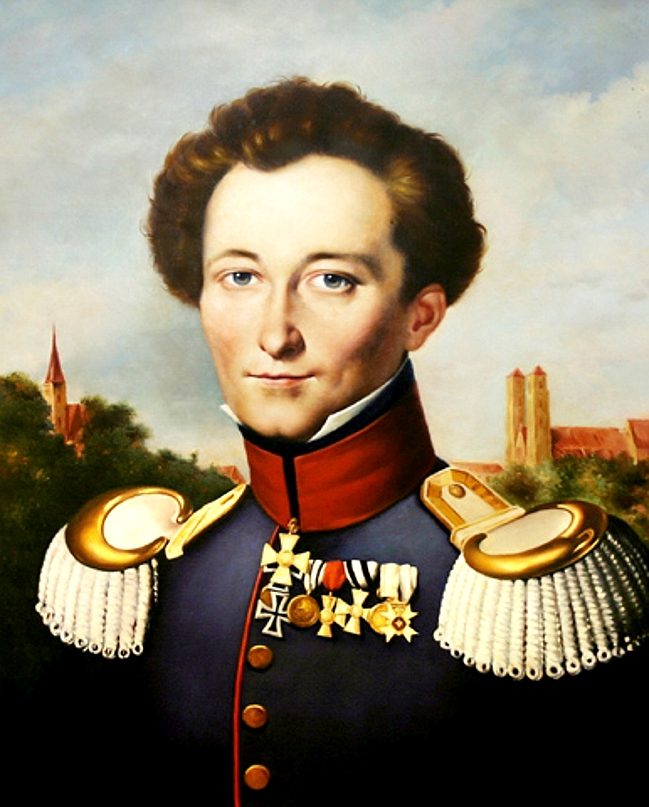
Carl von Clausewitz (1780-1831)
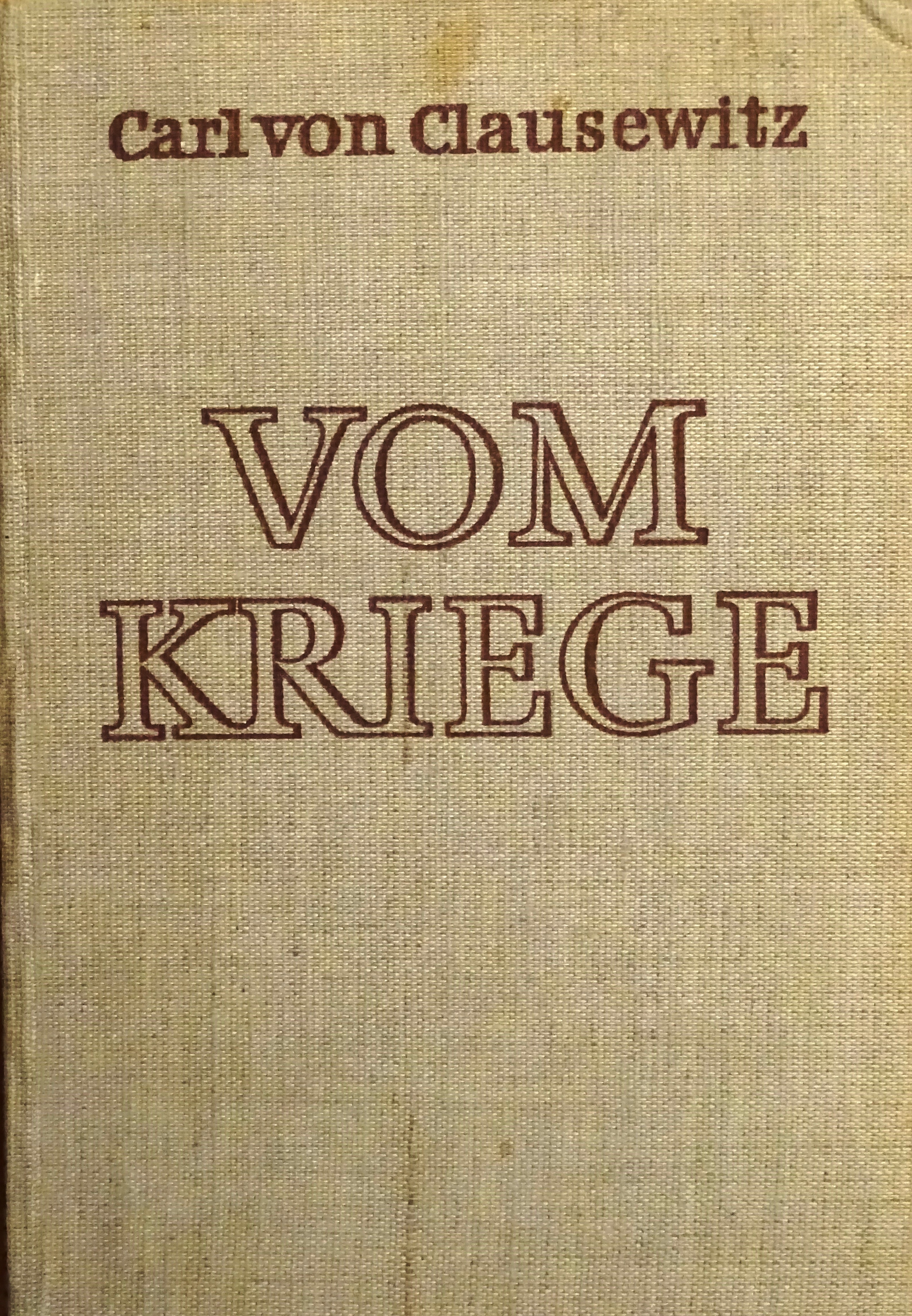
La obra de Clausewitz Vom Kriege, ed. Berlin 1957, SLUB Dresden
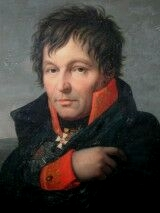
Gerhard v. Scharnhorst (1755-1813)
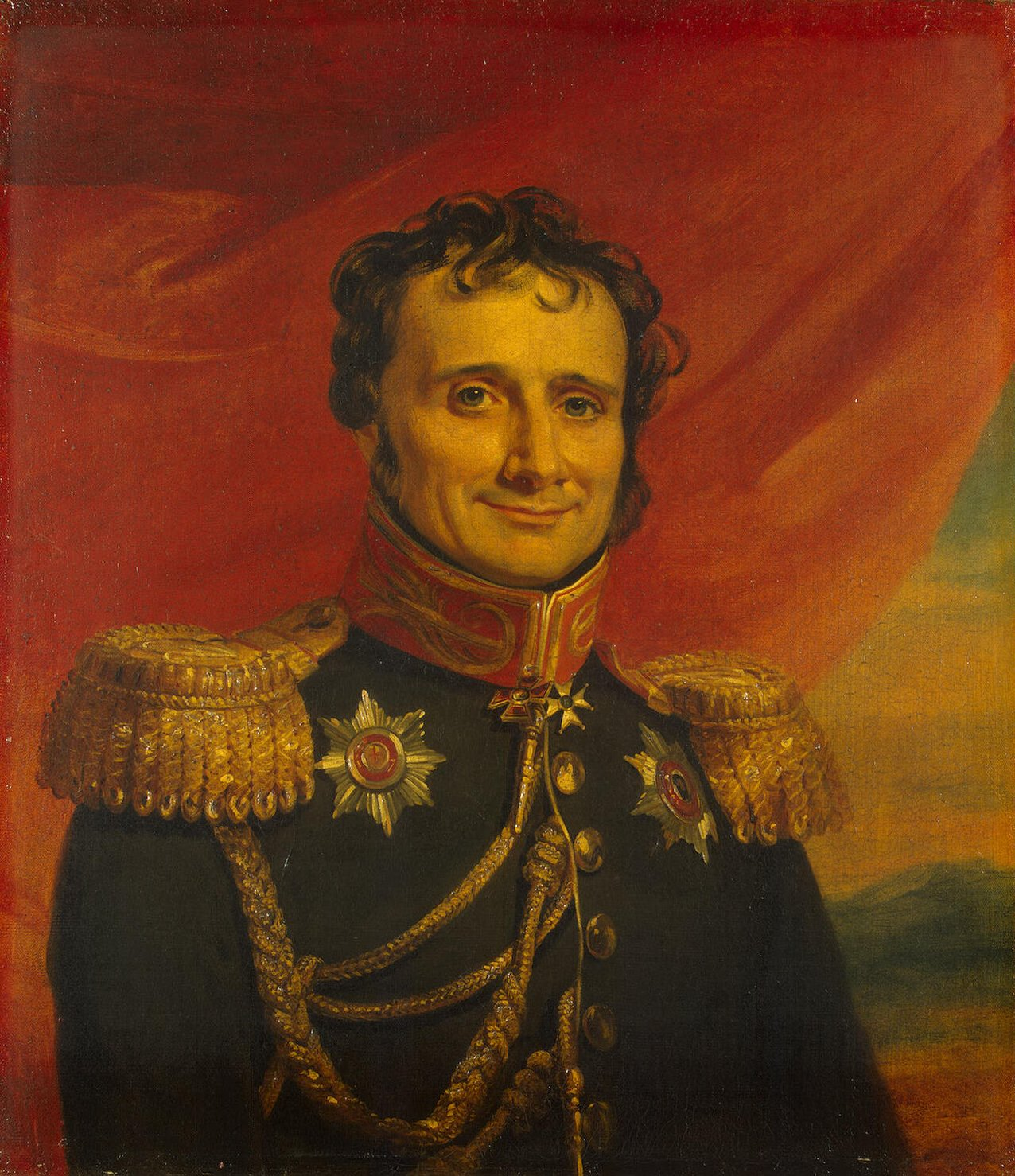
Antoine-Henri Jomini (1779-1869)

Que Scharnhorst, de todas las personas, que fue considerablemente promovido por Tempelhoff, traductor de Lloyd, atribuye la autoría de la expresión línea de operaciones a Jomini, resulta sorprendente en este contexto. Jomini, cuya obra Précis de l'Art de la Guerre fue escrita unos diez años después de Vom Kriege de Clausewitz, desarrolló considerablemente el concepto y su comprensión. Construyó en torno al concepto de operaciones todo un edificio de nuevos términos relacionados con él o derivados de él. "Jomini buscó la esencia de la estrategia en las líneas de operación y examinó los méritos de la línea de operación interior y la exterior" El error de Scharnhorst puede basarse, pues, en este hecho.

### La operación y la aparición de un arte operativo
La evolución más significativa del arte de la guerra tuvo lugar en la segunda mitad del siglo XIX. El término operación ya había estado asociado a otros términos (por ejemplo, línea de operaciones, base de operaciones) en una fase temprana.
Sin embargo, no adquirió el significado central que tiene hoy hasta finales del siglo XIX, cuando en Alemania se derivó de él el adjetivo operativo, con el que se creó un nivel de mando completamente nuevo entre estrategia y táctica, el nivel operativo.

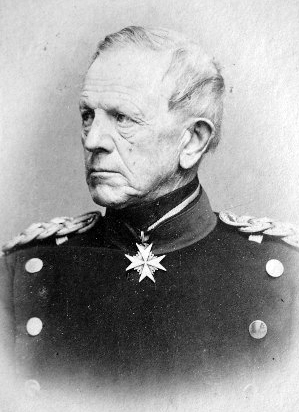
Helmuth von Moltke

Se desconoce si Moltke ya insertó el arte operacional de la guerra o nivel operativo de mando entre táctica y estrategia, siguiendo el concepto de operación, o sólo su sucesor Schlieffen. Sin embargo, es seguro que este nuevo concepto de liderazgo surgió en Alemania antes de 1900. De allí pasó a Rusia como Оперативное искусство Operatiwnoje iskusstwo.
Excepto en Rusia, donde el concepto de Liderazgo Operativo fue elaborado más a fondo por Tujachevski y Triandafillov entre 1923 y 1937 (ver Operación profunda), la gente de fuera de Alemania tuvo dificultades para adoptar la nueva idea. Esto se debió y se debe en gran medida al rechazo de una ciencia militar.
Según Boris Mijailovich Shaposhnikov, en la Academia del Estado Mayor ruso se enseñaba arte operacional después de Sigismund von Schlichting, Louis Loyzeau de Grandmaison y Heinrich Antonovich Leer antes de la Primera Guerra Mundial.

## Operaciones militares
Las operaciones militares consisten en la aplicación de los principios políticos, de planificación, organización y administración en el uso de los recursos y de la fuerza militar (como por ejemplo en una campaña militar), en la formación diaria y actividades de las unidades para conseguir metas u objetivos específicos. Esto es un concepto, y no debe confundirse con las operaciones militares como sucesos. Engloba la planificación y movilización de las fuerzas militares, del proceso de recogida de Información, del análisis y extensión de la misma, asignando recursos y determinando los requerimientos temporales.
 
Una operación militar puede implicar el desarrollo de una estrategia militar o de una maniobra operacional a través del uso del movimiento logístico de fuerzas. En general, el término tácticas militares se usa al referirse a operaciones de combate militares en misiones militares que son un subconjunto de las operaciones militares. 

En el proceso de desarrollo de la operación las fuerzas pueden requerir la provisión de servicios, entrenamiento, o funciones administrativas para permitirles comenzar, continuar y terminar el combate, incluyendo la dirección del movimiento, suministros, ataque, defensa y maniobras necesarios para conseguir los objetivos de la operación en una batalla o campaña. 

Muchas operaciones militares tienen características de procesos diferenciados que deben alcanzarse consiguiendo hitos para el progreso de la operación. Una lista corta de estas características en una operación estratégica son:
- Concepción a través de la identificación de metas específicas u objetivos.
- Información. Recogiéndola y analizándola para identificar la capacidad de resistencia enemiga.
- Planificación de la fuerza militar y de su uso.
- Administración de la movilización, equipamiento, entrenamiento y despliegue de las fuerzas.
- Comienzo de la operación, y consecución de los objetivos de las misiones tácticas iniciales.
- Derrota de las fuerzas enemigas más grandes en su profundidad operacional.
- Finalizar la operación si las metas estratégicas han sido conseguidas o no.

## Características de la operación

### Componentes de la operación
La operación es para el arte de la guerra, más precisamente, sus componentes estrategia militar y arte operacional- una forma básica de las acciones de las fuerzas armadas.
La operación en sentido militar denota la totalidad de batallas, ataques, combates y maniobras de diferentes tipos de tropas (fuerzas) que se coordinan e interconectan según objetivos, tareas, lugar y tiempo.
- simultánea o sucesivamente, según una idea y un plan uniformes,
- para el cumplimiento de tareas en el(los) teatro(s) de guerra, en una dirección estratégica o dirección de operaciones (en un espacio/zona específicos), y * en un tiempo determinado.
- a realizar en un tiempo determinado.[11]

Para la teoría del arte operacional, es objeto y sujeto de investigación.
Así, además de las operaciones de combate, también incluye todas las demás medidas militares, por ejemplo, los redespliegues (marcha, transportes, maniobras) o Suministro de fuerzas (medios) y otras medidas de cualquier tipo y alcance. Las operaciones no presuponen un ámbito fijo de fuerzas. En principio, las operaciones se llevan a cabo conjuntamente por diferentes tipos de tropas y, por lo general, por diferentes fuerzas parciales.

### Objetivos, alcance, indicadores de la operación
Objetivo de la operación puede ser: aplastar las agrupaciones enemigas, ocupar o afirmar espacios importantes (secciones) de importancia operativa o estratégica.
Cada operación se caracteriza por sus indicadores principales específicos: la escala de la operación. Estos incluyen:
- el número de fuerzas (medios) que participan en la operación
- la amplitud y profundidad de la(s) zona(s) de acción;
- (en la operación de ataque) la profundidad y el ritmo medio de las acciones (de ataque);
- la duración de la operación;
- la reposición de medios materiales y reservas;
- las posibilidades de asegurar las acciones (de combate);
- el carácter del terreno y otras condiciones de la situación.

### Tipos de operación

#### Clasificación por criterios
Según la escala y el alcance de las fuerzas (medios) implicadas, se puede distinguir entre:
- la operación estratégica,
- la operación de frente (flota, distrito de defensa aérea, grupo de ejército, operaciones de grupo de ejército), así como
- la operación del Ejército (operaciones de flotilla, cuerpo de ejército, escuadrón).

Los tipos de operación de las fuerzas componentes implicadas incluyen:
- la operación general (de fuerzas terrestres)
- la operación general de flota, y
- la operación conjunta (de formaciones operativas de varias ramas de las fuerzas armadas).[11]

Además, se pueden llevar a cabo operaciones independientes de las fuerzas componentes: la operación aérea, la operación de defensa antiaérea, la operación marítima (operación oceánica).
Los tipos de operación general (en las fuerzas terrestres /el ejército) se distinguen según el carácter de las acciones de combate en la operación en (ofensivas)operaciones ofensivas y (defensivas)operaciones defensivas. Predomina la comprensión de las operaciones ofensivas porque éstas tienen como objetivo ganar la iniciativa y están diseñadas para debilitar al enemigo o ponerlo en una posición desfavorable quitándole espacios de terreno (secciones) de destino operacional o estratégico y reduciendo las capacidades de acción del enemigo.
Según Tiempo y Secuencia, las operaciones se dividen en Primera Operación y Operación(es) Posterior(es).

#### Operación aérea
La operación aérea es una forma de operación de combate conducida por las fuerzas aéreas para ganar la iniciativa en el aire y apoyar las operaciones de combate de las fuerzas terrestres y navales. Las formaciones operativas y tácticas de las fuerzas aéreas suelen actuar conjuntamente con formaciones militares de otras ramas de las fuerzas armadas en un período de tiempo determinado de acuerdo con una idea y un plan unificados para alcanzar un objetivo estratégico u operativo.
La operación aérea también incluye el combate aéreo, es decir, las acciones de combate de aeronaves individuales o grupos de aeronaves consistentes en maniobras de vuelo para emplear el armamento de las aeronaves para enfrentarse a medios aéreos enemigos.

#### Operación de defensa aérea
Por operación de defensa aérea se entiende el conjunto de combates, enfrentamientos y ataques aéreos y de defensa antiaérea, coordinados e interrelacionados en cuanto a objetivos, tareas, lugar y tiempo, llevados a cabo según una idea uniforme y conforme a un plan uniforme en un tiempo determinado.
El objetivo es frustrar la operación aérea del enemigo destruyendo las fuerzas aéreas enemigas esenciales en el aire y en los campos de aterrizaje, así como no permitir ataques a la propia agrupación de tropas (fuerzas) y objetos del país dentro de los límites operacionales establecidos.

#### Operación naval
La operación naval es una forma de acción operativa de combate llevada a cabo por formaciones operativas y tácticas de las fuerzas navales independientemente o en conjunción con formaciones militares de otras ramas de las fuerzas armadas durante un período de tiempo determinado de acuerdo con una idea y un plan unificados para alcanzar un objetivo estratégico u operativo.
Según su carácter, las operaciones navales se dividen en las de carácter ofensivo y las de carácter defensivo. Los componentes de las operaciones navales incluyen el combate naval y la batalla naval.

## Operaciones militares como sucesos militares
A las operaciones militares se las conocen normalmente mediante un nombre en código, con el propósito de reforzar la seguridad. Las operaciones militares son a menudo más conocidas por el uso de nombres de uso común generalmente aceptados, más que por sus objetivos operacionales reales.
Paralelo a y reflejando este marco de operaciones están elementos organizados dentro de las fuerzas armadas que se preparan para y dirigen operaciones a varios niveles de guerra. Mientras que hay una correlación general entre el tamaño de las unidades, el área en la que operan, y el alcance de la misión que realizan, la correlación no es absoluta. De hecho, al final es la misión que una unidad realiza lo que determina el nivel de guerra en el que opera.
Las operaciones militares pueden clasificarse mediante la escala y el alcance de la fuerza empleada, y por su impacto en un conflicto más amplio. El alcance de las operaciones militares puede ser:
- Teatro: esto describe a una operación en un área de operación más grande, a menudo a nivel continental, y representa un esfuerzo estratégico nacional en el conflicto, tal como fue la operación Barbarroja, con objetivos generales que engloban áreas de consideración más allá de lo militar, como son objetivos de impacto económico y político.
- Campaña: esto describe una de dos, o a una parte del teatro de operaciones, o un esfuerzo estratégico operacional más limitado a nivel geográfico, tal como fue la batalla de Inglaterra, y no necesita representar un esfuerzo nacional total a un conflicto, o tener objetivos más allá de los que son puramente militares.
- Operación: esto describe a una parte de una campaña que tendrá objetivos militares específicos y objetivos geográficos, así como un uso definido y claro de las fuerzas a emplear, tal como fue la batalla de Galípoli, que operacionalmente fue una operación de armas combinadas originalmente conocida como “Desembarcos de los Dardanelos”, y que fue parte de la Campaña de los Dardanelos, en la que tomaron parte unos 480.000 soldados aliados.
- Batalla: esto describe a un suceso de combate táctico en el que se combate por un área u objetivo específico mediante acciones que realizan las diferentes unidades. Por ejemplo la batalla de Kursk también conocida por su denominación alemana, como “operación Ciudadela”, en la que hubo muchas batallas separadas, una de las cuales fue la batalla de Prójorovka. La “batalla de Kursk”, además de describir la operación ofensiva alemana inicial (o simplemente una ofensiva) también incluyó dos operaciones contraofensivas soviéticas, la operación Kutuzov y la Cuarta Batalla de Járkov.

## Nivel operacional de la guerra
El nivel operacional de la guerra ocupa en líneas generales un terreno a medio camino entre el enfoque estratégico de la campaña y las tácticas de una batalla. Describe un “nivel intermedio y diferente de la guerra entre la estrategia militar, que considera la guerra en general, y las tácticas, que engloban a las batallas individuales.” Por ejemplo, durante la Segunda Guerra Mundial el concepto se aplicó al uso de los ejércitos de tanques soviéticos.